# وليد فايد
وليد فايد مايسترو وموزّع موسيقي مصري، يحمل الجنسية السعودية منذ 2024، يملك ستوديو صوتي بالقاهرة باسمه (استوديوهات الفايد). حصل على جائزة صناع الترفيه الفخرية عام 2024م.

## البدايات
- كانت بدايته من الإمارات برفقة الفنان خالد ناصر عام 1990، وفي العام ذاته عمل برفقة الفنان وليد توفيق موزعا موسيقياً، ثم بدأ تعاونه السعودي الأول مع الفنان راشد الفارس موزعا موسيقيا لأول ألبوم له عام 1993.[3]
- كانت بدايته مع الفنان محمد عبده في حفلات لندن عام 1997م حيث كانت عودة محمد عبده إلى الغناء بعد انقطاع دام عدة سنوات، وقد تولى مهمة التوزيع الموسيقي لعدة ألبومات لمحمد عبده، واستمر قائدا لفرقته الموسيقية إلى أن حدث خلاف بينهما وانفصلا فنياً.[3]
- كون وليد فايد ثنائياً آخر مع الفنان الإماراتي حسين الجسمي من الألبوم الأول له حتى الآن، ويعتبر وليد فايد أحد أبرز الموزعين الموسيقيين في الوطن العربي فقد جمعته عدة تعاونات مع فنانين آخرين مثل أحلام وأصالة نصري وذكرى وعبد المجيد عبد الله ونبيل شعيل وعبد الله الرويشد، كما قاد الفرقة الغنائية في حفلات لندن.

## أعمال من توزيعه
- «مجموعة إنسان».
- «مذهلة».
- «شبيه الريح».[3]

## الجوائز
جائزة صناع الترفيه الفخرية ضمن فعاليات حفل جوائز صناع الترفيه joy awards عام 2024م.